# جنوپتیک
جنوپتیک (انگلیسی: Jenoptik) شرکت مهندسی آلمانی است، که در سال ۱۹۹۱ تأسیس شد.